# Chantal de Bruijn
Chantal de Bruijn (* 13. Februar 1976 in Schoonhoven) ist eine ehemalige niederländische Feldhockeyspielerin.

## Leben
Bei den Olympischen Sommerspielen 2004 in Athen gewann sie mit der niederländischen Olympiamannschaft die Silbermedaille. Bei der Hockey-Weltmeisterschaft gewann sie 2002 die Silbermedaille und 2006 die Goldmedaille. Bei der FIH Champions Trophy gewann sie jeweils mit ihrer Mannschaft 2004 und 2005 die Goldmedaille, 2001 die Silbermedaille, 2002, 2003 und 2006 die Bronzemedaille.
De Brujn lebt mit ihrer Partnerin, der britischen Hockeyspielerin Beth Storry, in England. Gemeinsam spielten sie in der britischen Mannschaft Reading Hockey Club.

## Erfolg
- Silbermedaille bei den Olympischen Sommerspielen 2004